# Айгрубер, Август
Август Айгрубер (Эйгрубер) (нем. August Eigruber, 16 апреля 1907, Штайр, Верхняя Австрия — 28 мая 1947, Ландсберг-на-Лехе, Бавария) — партийный деятель НСДАП, гауляйтер (22 мая 1938) и рейхсштатгальтер (1 апреля 1940), обергруппенфюрер СА (9 ноября 1943), обергруппенфюрер СС (21 июня 1943). Повешен в 1947 году по приговору американского военного суда в Дахау за причастность к преступлениям, совершенным в трудовом концлагере СС Маутхаузен.

## Биография
Август Айгрубер родился 16 апреля 1907 года в Австрийском городе Штайр. После окончания средней школы учился на геодезиста и механика в Федеральном австрийском училище железа и стали. Затем работал по профессии механика. 16 ноября 1922 года вступил в организацию национал-социалистской рабочей молодежи, преобразованную в 1926 году в Гитлерюгенд.
С 1925 года являлся руководителем нацистской молодёжной организации в Австрии. 19 апреля 1928 года вступил в НСДАП (билет № 83 432), продолжал активно участвовать в работе Гитлерюгенда в Австрии. С октября 1930 года руководитель районного управления Гитлерюгенда в Штайрланде, а с 1931 по 1935 год руководитель НСДАП в Штайре.
В 1934 году за политическую деятельность запрещённой в Австрии НСДАП был арестован властями и приговорён к нескольким месяцам тюрьмы, содержался в лагере для интернированных Веллердорф. С мая 1935 года управляющий делами (нем. Geschäftsführer) гау Верхняя Австрия, а с марта 1936 года гауляйтер Верхней Австрии (в это время нацистская партия действовала в подполье). После аншлюса Австрии был назначен 11 марта 1938 года губернатором Верхней Австрии. 12 марта 1938 года был принят в СА в звании оберфюрера, в том же году 22 мая вступил в СС (билет № 292 778) в звании штандартенфюрера. С 10 апреля 1938 года советник министра, кроме того стал депутатом Рейхстага. 22 мая 1938 года был назначен гауляйтером Обердонау (Верхний Дунай). С 1 апреля 1940 года имперский наместник Обердонау.
С 6 апреля 1942 года уполномоченный по использованию рабочей силы на территории гау. С 16 ноября 1942 года имперский комиссар обороны Верхнего Дуная. С 15 июня 1943 года представитель Имперского комиссара по вопросам консолидации германского народа в Обердонау. Входил в наблюдательный совет компании Steyr-Daimler-Puch. В мае 1945 года пытался организовать уничтожение культурных ценностей в штольнях Альтаусзее.

## Арест, суд и казнь
8 мая 1945 года был арестован американскими войсками в районе Зальцкаммергута. 22 октября 1945 года переведён в Нюрнберг и был допрошен в качестве свидетеля, а 18 февраля 1946 года переведён в Дахау. Судим на процессе в Дахау по делу персонала лагеря Маутхаузен (дело Йоганна М. Альтфульдиша и др.). Как гауляйтер, имперский наместник и имперский комиссар обороны Обердонау был признан ответственным за происходившее в лагере в качестве высшего административного лица. 13 мая 1946 года был приговорён к смертной казни через повешение. Приговор был приведён в исполнение во дворе тюрьмы Ландсберг-на-Лехе 28 мая 1947 года. Казнь 24 осужденных произвел сержант Джон Вудс с ассистентами.

## Награды
- Шеврон старого бойца
- Медаль «В память 13 марта 1938 года» Аншлюс-Медаль.
- Крест военных заслуг 1-й степени с мечами
- Крест военных заслуг 2-й степени с мечами
- Золотой партийный знак НСДАП (30.1.1939)
- Медаль За выслугу лет в НСДАП в бронзе и серебре
- Кольцо «Мёртвая голова»
- Почётная сабля рейхсфюрера СС